# Giovanni Gastoldi
Giovanni Giacomo Gastoldi (Caravaggio, Bérgamo, circa 1555 - Milán, 4 de enero de 1609) fue un compositor y maestro de capilla italiano.

## Biografía
Su formación musical comienza en la iglesia de Santa Bárbara en Mantua. En 1581 publicó en Venecia su primer libro de canciones. En 1598 publicó además otra antología de música a dos voces, esta vez en Milán.
Murió el 4 de enero de 1609.

## Obra
Fue compositor de música tanto sacra (misas, motetes y salmos) como profana (madrigales). Destaca por su libro Balleti de 1591.
Sus composiciones más populares fueron sus balletos, hechos para ser danzados. Publicó dos series de los mismos, una con balletos a cinco voces y otra con tres voces. Cada balleto lleva un título característico (p.e., El placer, La belleza, etc.), aunque sin intentar representarlos en la música.
A pesar del renombre que obtuvo por su música popular, Gastoldi dedicó la mayor parte de su esfuerzo a la música sacra.

## En la cultura popular
- Su madrigal Il ballerino es cantado por los labradores en la película Amanece, que no es poco de 1989.